# 조엘 오스틴

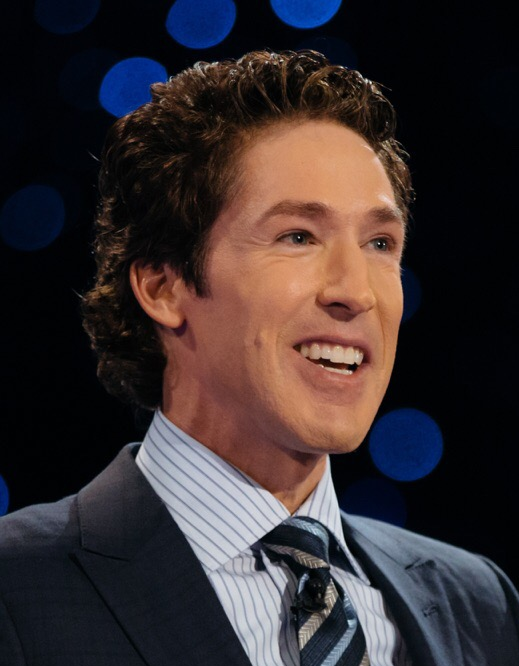

조엘 오스틴(Joel Osteen, 1963년 3월 5일~)은 미국의 목사이다. 오늘날 미국에서 가장 대중적인 목사이며, 레이크우드 교회의 담임목사로 사역 중이다. 한국에 소개된 저서로는 번영복음에 근거한 '긍정의 힘', '잘 되는 나'(두란노 刊)등이 있다. 번영신학을 주장한 것에 비판을 받고 있다.

## 학력
험블 고등학교(Humble High School, Texas)
오랄 로버츠 대학교(Oral Roberts University) 커뮤니케이션 전공 수학

## 레이크우드 교회
레이크우드 교회는 미국 텍사스주 휴스턴에 위치하고 있다. 이 교회는 조엘의 아버지인 존 오스틴(John Osteen)이 설립하였고, 1999년 사망 이후 조엘 오스틴이 상속받아서 목사로 재직하고 있다. 미국 안에서는 가장 큰 교회로, 총 5회의 주일예배에 매주 5만여 명의 교인이 출석하고, 미국 내에서만 8백만여 명이 예배에 참여한다. 조엘 오스틴은 대학에서 신학을 배운 적이 없고 언론을 전공했기에 목회보다는 매체를 통한 선전에 관심이 많았고, 따라서 방송을 통한 설교 중계와 홍보에 매진했다. 그 결과 세계적으로는 1백여 국가에서 수천만 명이 방송을 통해 예배에 참여한다. 교회의 전체 직원 수는 4백 명, 자원봉사자 수는 3천 명이다.

## 오스틴 목사의 메시지
오스틴 목사는 자신이 전하는 메시지의 핵심에 대해 “내가 사람들이 알기 원하는 것은 하나님은 우리 모두에 대해 우리가 상상하는 이상으로 큰 계획을 갖고 계시고, 우리가 지금의 자리에서 최선을 다하고 하나님에 대한 신실함을 지킬 때 그 계획을 이루신다는 것”이라고 한다. 하지만 오스틴 목사는 '그리스도'만이 유일한 구원의 길이 아님을 고백하였고 (래리 킹 토크쇼 2010년 9월), 모든 종교를 통해서도 구원을 받을 수 있다고 '자신이 믿는다'고 말하였다. 그의 신앙은 '그리스도'가 중심이 되는 삶보다는 '긍정적인 생각'을 통해 이루어지는 '물질적 풍요로운 삶'을 영위하는 것이 목적임을 밝힌다. 이는 개신교, 천주교에서 가르치는 '제자의 삶'과는 거리가 있다. (레이크우드교회 신앙고백서)
그는 이같은 메시지를 전 세계 베스트셀러가 된 ‘긍정의 힘’을 비롯한 책들을 통해, 아버지 존 오스틴 목사 때부터 17년간 맡아 온 TV 방송 사역을 통해, 그리고 매주 레이크우드처치 강단에서 일관되게 전하고 있다.
“이것은 내 삶 자체며, 그래서 내가 가장 잘 전할 수 있는 메시지”라고 오스틴 목사는 밝히고 있는데, 그는 어린 시절부터 아버지가 교회를 이끌어 오던 모습, 어머니가 신앙을 통해 암으로부터 치유받는 모습 등을 보아 오며 그가 전하는 메시지들에 대한 확고한 믿음을 얻었다고 말해왔다. 그는 “하나님께서 주신 나의 재능은 어떻게 하면 사람들이 하나님으로부터 축복받는 삶을 살 수 있는지 가르치는 것”이라고 믿고 있고, 그 믿음을 그의 사역을 통해 행동으로 옮기고 있다.
그는 정식 신학 교육을 받지 않았고 그의 부인인 빅토리아 오스틴 역시 정식 신학 교육을 받지 않았지만 목사로 칭송되고 있다.

## 인종과 정파를 초월한 통합의 리더십
“주일 오전 11시는 미국이 가장 분열되는 시간”이라고 마틴 루서 킹 목사는 말했다. 오늘날에도 현실은 크게 달라지지 않았다. 백인들은 백인 교회에서, 흑인들은 흑인 교회에서, 아시아인과 히스패닉은 각자 자신들의 교회에서 예배를 드린다.
그러나 레이크우드 교회에는 백인, 흑인, 아시안과 히스패닉 할 것 없이 다양한 인종적 배경의 교인들이 자연스럽게 모여 예배를 드리고 있다. 이렇게 하나 되어 모여 있지만 갈등이나 분쟁으로 어느 한 쪽이 떠나는 일은 없다. 사회학자들은 어떻게 이런 일이 가능한지 연구하러 이 교회로 온다.
레이크우드 교회는 1959년 그의 아버지인 존 오스틴 목사가 식료품점을 개조해 90명의 교인들과 함께 시작했다. 아버지 오스틴 목사는 교회를 처음 시작하며 단지 “많은 사람들을 모으기 원했다”고 아들인 오스틴 목사는 말했다. 그것은 지금도 같다. 보다 많은 사람들에게 열려 있는 교회가 되기 원할 뿐, 특별히 인종적인 다양성을 염두에 두고 있는 것은 아니라는 것이다. 그러나 모든 사람에게 친숙한 교회가 되겠다는 오스틴 목사의 전략은 전혀 의도하지 않은 성공을 낳았다.
이 ‘모든 사람에게 열린’ 태도는 다양한 정치적 배경을 가진 사람들에게도 그대로 적용된다. 개인이 아닌 목회자로서의 정치적 입장을 단 한번도 표명한 적이 없는 그는 초당파적으로 정치인들과의 교분을 유지하고 있으며, 공화당과 민주당 양당의 정치인들은 그들이 빌리 그래함 목사에게 보였던 친밀함과 경의를 오스틴 목사에게도 보이고 있다.
그는 릭 페리 텍사스 주지사(공화당), 어니스 파커 휴스턴 시장(민주당)의 취임식에서 기도했으며, 빌 클린턴 전 대통령과 힐러리 로댐 클린턴 국무장관, 존 매케인 의원과도 개인적인 친분을 갖고 있다. 버락 오바마 대통령이 성탄절 휴가를 떠나기 전 백악관에서 만나 신앙적 조언을 구한 목회자 가운데 오스틴 목사도 한 명이었다. 사람들의 다양한 배경을 뛰어넘는 포용력은 오스틴 목사가 단 한 가지 의도했던 것, 즉 그의 교회로 사람들을 불러 모으고 자신의 영향력을 확장하는 데 매우 큰 역할을 하고 있다.

## 논란
- 오스틴 목사는 CBS This Morning에 출연하여 인터뷰 중 후기성도 교회 교인으로 알려진 공화당의 대선 후보 밋 롬니를 자신과 동일한 그리스도인으로 본다고 하여 기성 기독교계에서 물의를 일으키고 있다.[8]

- 미국의 일부 교계와 신학계는 오스틴 목사가 ‘번영복음’을 강조한다는 점을 부정적으로 바라보고 있다. 특히 조엘 오스틴이 합당한 신학 교육을 받지 않았다는 측면에서 기독교의 전통에서 보았을 때 연장선상에 있는 본질로서의 복음이 아닌 교세확장과 성공에 집착하고 있다는 견해가 있다. 한국의 일부 기독교계에서도 이 견해에 동조하고 있다. 이 비판에 대해 오스틴 목사는 “내가 말하는 번영은 물질에 대한 것만이 아니라 하나님과의 올바른 관계, 그로 인한 영혼의 평안도 포함하는 넓은 개념”이라고 입장을 밝히고 있다.[9][10]

- 2017년 오스틴 목사의 교회가 위치한 휴스턴에 홍수가 발생하고 많은 사람들이 집과 가족을 잃자 오스틴 목사는 트위터를 통해 '기도와 성금이 필요하다'라는 글을 남겼다. 그러나 레이크우드 교회가 휴스턴에서 큰 건물이자 많은 수재민을 보호할 수 있는 장소임에도 불구하고 정작 오스틴 목사는 즉시 교회문을 닫아버리고 말았다. 이는 휴스턴 지역의 다른 교회들이 수재민 돕기에 나선 것과 매우 대조되는 모습이다.[11]

## 저서(한국어 번역판)
- 긍정의 힘(믿는 대로 된다), 긍정의 힘(실천편), 긍정의 힘(성공편), 긍정의 힘(묵상편), 긍정의 힘 FOR MOMS, 긍정의 힘(평생 성품 10대에 결정된다), 긍정의 힘(성경공부편, 영적 성장을 위한), 긍정의 힘(청소년), 긍정의 힘 말씀카드, 긍정의 힘 365, 사랑하는 사람을 위한 긍정의 힘 (축복편)
- 최고의 삶 (믿음이 이긴다)
- 잘되는 나 (믿음으로 산다), 나를 응원하라 (잘되는 나 실천편)
- 자녀를 위한 화살 기도

## 같이 보기
- 은사 운동